# Dyskografia The Black Eyed Peas
Dyskografia amerykańskiej grupy hip hopowej The Black Eyed Peas zawiera: dziewięć albumów studyjnych, dwie kompilacje, jeden minialbum, dwa albumy wideo i 29 single.

## Albumy

### Albumy studyjne
| 1998                          | Behind the Front - Data: 30 czerwca 1998 - Wydawca: Interscope Records (#INT2-90152) - Format: CD                   | –  | 129 | –  | – | – | 149 | –  | –  | – | – | |
| 2000                          | Bridging the Gap - Data: 26 września 2000 - Wydawca: Interscope Records (#069490662-1) - Format: CD                 | –  | 67  | 37 | – | – | –   | 82 | 18 | – | – | |
| 2003                          | Elephunk - Data: 24 czerwca 2003 - Wydawca: Interscope Records (#0602498606377) - Format: CD                        | 41 | 14  | 1  | 3 | 2 | 2   | 6  | 2  | 1 | 3 | - AUS: 4× platyna - AUT: złoto - CAN: 7× platyna - FRA: platyna - GER: platyna - SWI: platyna - UK: 4× platyna - US: 2× platyna                    |
| 2005                          | Monkey Business - Data: 27 maja 2005 - Wydawca: Interscope Records (#602498821848) - Format: CD, digital download   | 13 | 2   | 1  | 2 | 1 | 1   | 1  | 1  | 1 | 4 | - AUS: 6× platyna - AUT: złoto - CAN: 6× platyna - FRA: 2× złoto - GER: platyna - SWI: 2× platyna - UK: 3× platyna - US: 3× platyna - POL: platyna |
| 2009                          | The E.N.D - Data: 9 czerwca 2009 - Wydawca: Interscope Records (#B0012887-02) - Format: CD, digital download        | 7  | 1   | 1  | 5 | 1 | 1   | 2  | 1  | 3 | 3 | - AUS: 4× platyna - CAN: 5× platyna - FRA: diament - GER: 2× platyna - POL: platyna - SWI: 2× platyna - UK: 5× platyna - US: 2× platyna            |
| 2010                          | The Beginning - Data: 30 listopada 2010 - Wydawca: Interscope Records - Format: CD, digital download                | 27 | 8   | 10 | 3 | 3 | 1   | 24 | 42 | – | 2 | - AUS: platyna - AUT: złoto - FRA: diament - GER: złoto - SWI: platyna - UK: platyna                                                               |
| 2018                          | Masters of the Sun vol. 1 - Data: 26 października 2018 - Wydawca: Interscope Records - Format: CD, digital download | –  | –   | –  | – | – | –   | –  | –  | – | – | |
| 2020                          | Translation - Data: 19 czerwca 2020 - Wydawca: Epic Records - Format: CD, LP, digital download, streaming           |    |     |    |   |   |     |    |    |   |   | - POL: platyna |
| 2022                          | Elevation - Data: 11 listopada 2022 - Wydawca: will.i.am, Epic - Format: CD, LP, digital download, streaming        |    |     |    |   |   |     |    |    |   |   | - POL: złoto |
| "–" pozycja nie była notowana | |    |     |    |   |   |     |    |    |   |   | |

### Kompilacje
| Rok  | Dane dot. albumu |
| ---- | --- |
| 2005 | iTunes Originals – The Black Eyed Peas - Wydany: 20 września 2005 - Wytwórnia: Interscope - Format: digital download                       |
| 2010 | The E.N.D. Summer 2010 Canadian Invasion Tour: Remix Collection - Wydany: 27 lipca 2007 - Wytwórnia: Interscope - Format: digital download |

### Minialbumy
| Rok  | Dane dot. albumu                                                                                               |
| ---- | --- |
| 2006 | Renegotiations: The Remixes - Wydany: 21 marca 2006 - Wytwórnia: A&M, will.i.am - Format: CD, digital download |

## Single
| Rok  | Tytuł                                            | Najwyższe pozycje na listach | Najwyższe pozycje na listach | Najwyższe pozycje na listach | Najwyższe pozycje na listach | Najwyższe pozycje na listach | Najwyższe pozycje na listach | Najwyższe pozycje na listach | Najwyższe pozycje na listach | Najwyższe pozycje na listach | Najwyższe pozycje na listach | Certyfikaty | Album            |
| Rok  | Tytuł                                            | POL                          | US                           | AUS                          | AUT                          | CAN                          | FRA                          | GER                          | NZL                          | SWI                          | UK                           | Certyfikaty | Album            |
| ---- | ------------------------------------------------ | ---------------------------- | ---------------------------- | ---------------------------- | ---------------------------- | ---------------------------- | ---------------------------- | ---------------------------- | ---------------------------- | ---------------------------- | ---------------------------- | --- | ---------------- |
| 1998 | „Joints & Jam”                                   | –                            | –                            | –                            | –                            | –                            | –                            | –                            | –                            | –                            | 53                           | | Behind the Front |
| 1999 | „Karma”                                          | –                            | –                            | –                            | –                            | –                            | –                            | –                            | –                            | –                            | –                            | | Behind the Front |
| 2000 | „Weekends”                                       | –                            | –                            | 93                           | –                            | –                            | –                            | 100                          | –                            | –                            | –                            | | Bridging the Gap |
| 2001 | „Request + Line”                                 | –                            | 63                           | 21                           | –                            | –                            | –                            | 85                           | 10                           | –                            | 31                           | | Bridging the Gap |
| 2003 | „Where Is the Love?”                             | –                            | 8                            | 1                            | 1                            | 5                            | 16                           | 1                            | 1                            | 1                            | 1                            | - AUS: 2× platyna - GER: platyna - NZL: platyna - UK: platyna - US: złoto                                                       | Elephunk         |
| 2003 | „Shut Up”                                        | –                            | –                            | 1                            | 1                            | 1                            | 1                            | 1                            | 1                            | 1                            | 2                            | - AUS: 2× platyna - AUT: złoto - FRA: złoto - GER: platyna - NZL: platyna - SWI: platyna - UK: srebro - US: złoto               | Elephunk         |
| 2004 | „Hey Mama” (featuring Tippa Irie)                | –                            | 23                           | 4                            | 4                            | 9                            | 18                           | 5                            | 4                            | 3                            | 6                            | - AUS: złoto - NZL: platyna - US: złoto                                                                                         | Elephunk         |
| 2004 | „Let’s Get It Started”                           | –                            | 21                           | 2                            | 18                           | 2                            | 7                            | 18                           | 6                            | 13                           | 11                           | - AUS: platyna - US: 3× platyna                                                                                                 | Elephunk         |
| 2005 | „Don’t Phunk with My Heart”                      | –                            | 3                            | 1                            | 5                            | 2                            | 7                            | 8                            | 1                            | 3                            | 3                            | - AUS: platyna - NZL: platyna - UK: srebro - US: złoto                                                                          | Monkey Business  |
| 2005 | „Don’t Lie”                                      | –                            | 14                           | 6                            | 6                            | 26                           | 7                            | 12                           | 5                            | 11                           | 6                            | - AUS: złoto | Monkey Business  |
| 2005 | „My Humps”                                       | –                            | 3                            | 1                            | 4                            | 1                            | 11                           | 4                            | 1                            | 3                            | 3                            | - AUS: platyna - NZL: złoto - UK: srebro - US: 2× platyna                                                                       | Monkey Business  |
| 2006 | „Pump It”                                        | –                            | 18                           | 6                            | 14                           | 47                           | 13                           | 19                           | 2                            | 8                            | 3                            | - AUS: złoto - UK: srebro | Monkey Business  |
| 2009 | „Boom Boom Pow”                                  | –                            | 1                            | 1                            | 3                            | 3                            | 4                            | 3                            | 2                            | 4                            | 1                            | - AUS: 4× platyna - CAN: 8× platyna - GER: złoto - NZL: platyna - SWI: platyna - UK: platyna - US: 5× platyna                   | The E.N.D.       |
| 2009 | „I Gotta Feeling”                                | –                            | 1                            | 1                            | 1                            | 1                            | 2                            | 3                            | 1                            | 1                            | 1                            | - AUS: 5× platyna - CAN: diamant - FRA: platyna - GER: złoto - NZL: 2× platyna - SWI: platyna - UK: 2× platyna - US: 8× platyna | The E.N.D.       |
| 2009 | „Meet Me Halfway”                                | 2                            | 7                            | 1                            | 4                            | 5                            | 3                            | 1                            | 3                            | 3                            | 1                            | - AUS: 3× platyna - CAN: 2× platyna - FRA: platyna - GER: złoto - NZL: platyna - SWI: złoto - UK: platyna - US: 2× platyna      | The E.N.D.       |
| 2009 | „Imma Be”                                        | –                            | 1                            | 7                            | –                            | 5                            | –                            | 49                           | –                            | –                            | 55                           | - AUS: platyna - CAN: platyna - US: 2× platyna                                                                                  | The E.N.D.       |
| 2010 | „Rock That Body”                                 | –                            | 9                            | 8                            | 7                            | 41                           | 7                            | 10                           | 16                           | 27                           | 11                           | - AUS: platyna - UK: srebro | The E.N.D.       |
| 2010 | „Missing You”                                    | –                            | –                            | –                            | –                            | –                            | –                            | –                            | –                            | –                            | –                            | | The E.N.D.       |
| 2010 | „The Time (The Dirty Bit)”                       | –                            | 4                            | 1                            | 1                            | 1                            | 2                            | 1                            | 1                            | 1                            | 1                            | - AUS: 3× platyna - FRA: platyna - GER: 2× platyna - NZL: platyna - SWI: 2× platyna - UK: 2× platyna - US: 3× platyna           | The Beginning    |
| 2011 | „Just Can’t Get Enough”                          | 1                            | 3                            | 3                            | 2                            | 5                            | 1                            | 9                            | 4                            | 3                            | 3                            | - AUS: 3× platyna - FRA: złoto - GER: 2× platyna - NZL: platyna - SWI: platyna - UK: srebro - US: 3× platyna                    | The Beginning    |
| 2011 | „Don’t Stop the Party”                           | –                            | 86                           | 16                           | 25                           | 18                           | 3                            | 27                           | 9                            | 25                           | 17                           | - AUS: platyna - SWI: złoto | The Beginning    |
| 2019 | „Ritmo (Bad Boys for Life)” (oraz: J Balvin)     |                              |                              |                              |                              |                              |                              |                              |                              |                              |                              | - POL: platyna | Translation      |
| 2020 | „Mamacita” (oraz: Ozuna i J. Rey Soul)           |                              |                              |                              |                              |                              |                              |                              |                              |                              |                              | - POL: 2×platyna | Translation      |
| 2020 | „Girl like Me” (oraz: Shakira)                   |                              |                              |                              |                              |                              |                              |                              |                              |                              |                              | - POL: platyna | Translation      |
| 2022 | „Don't You Worry” (oraz: Shakira i David Guetta) |                              |                              |                              |                              |                              |                              |                              |                              |                              |                              | - POL: platyna | Elevation        |

### Z gościnnym udziałem
| Rok  | Tytuł                                                 | Najwyższe pozycje na listach | Najwyższe pozycje na listach | Najwyższe pozycje na listach | Najwyższe pozycje na listach | Najwyższe pozycje na listach | Najwyższe pozycje na listach | Najwyższe pozycje na listach | Najwyższe pozycje na listach | Najwyższe pozycje na listach | Najwyższe pozycje na listach | Album    |
| Rok  | Tytuł                                                 | POL                          | US                           | AUS                          | AUT                          | CAN                          | FRA                          | GER                          | NZL                          | SWI                          | UK                           | Album    |
| ---- | ----------------------------------------------------- | ---------------------------- | ---------------------------- | ---------------------------- | ---------------------------- | ---------------------------- | ---------------------------- | ---------------------------- | ---------------------------- | ---------------------------- | ---------------------------- | -------- |
| 2006 | „Mas Que Nada” (Sérgio Mendes, gośc. Black Eyed Peas) | –                            | –                            | –                            | 8                            | –                            | 40                           | 9                            | –                            | 4                            | 6                            | Timeless |

## Teledyski
| Rok  | Tytuł                                    | Reżyseria                          |
| ---- | ---------------------------------------- | ---------------------------------- |
| 1998 | „Fallin' Up”                             | Brian Beletic                      |
| 1998 | „Karma”                                  | Brian Beletic                      |
| 1998 | „Joints & Jams”                          | Brian Beletic                      |
| 1999 | „What It Is”                             | Brian Beletic                      |
| 1999 | „Head Bobs”                              | Brian Beletic                      |
| 2000 | „BEP Empire”                             | Brian Beletic                      |
| 2000 | „Weekends”                               | Brian Beletic                      |
| 2001 | „Request + Line”                         | Joseph Kahn                        |
| 2001 | „Get Original”                           | Anthony Mandler                    |
| 2003 | „Where Is the Love?”                     | will.i.am                          |
| 2003 | „Shut Up”                                | The Malloys                        |
| 2004 | „Hey Mama”                               | Emily Robinson/Rainbows & Vampires |
| 2004 | „Let’s Get It Started”                   | Francis Lawrence                   |
| 2004 | „The Apl Song”                           | Patricio Ginelsa                   |
| 2005 | „Don't Phunk with My Heart”              | The Malloys                        |
| 2005 | „Don't Lie”                              | The Saline Project                 |
| 2005 | „My Humps”                               | Fatima Robinson & Malik Sayeed     |
| 2005 | „Like That”                              | Syndrome/Nabil Elderkin            |
| 2006 | „Pump It”                                | Francis Lawrence                   |
| 2006 | „Bebot”                                  | Patricio Ginelsa                   |
| 2006 | „Union”                                  | Patricio Ginelsa                   |
| 2006 | „Mas Que Nada” (featuring Sérgio Mendes) | Syndrome/Nabil Elderkin            |
| 2009 | „Boom Boom Pow”                          | Mat Cullen & Mark Kudsi            |
| 2009 | „I Gotta Feeling”                        | Ben Mor                            |
| 2009 | „Meet Me Halfway”                        | Ben Mor                            |
| 2010 | „Imma Be Rocking That Body”              | Rich Lee                           |
| 2010 | „The Time (The Dirty Bit)”               | Rich Lee                           |
| 2011 | „Just Can't Get Enough”                  | Ben Mor                            |
| 2011 | „Don’t Stop the Party”                   | Ben Mor                            |